# شهرستان ناگارزه
شهرستان ناگارزه (به لاتین: Nagarzê County) یک منطقهٔ مسکونی در جمهوری خلق چین است که در لهوکا واقع شده‌است.